# Bauges

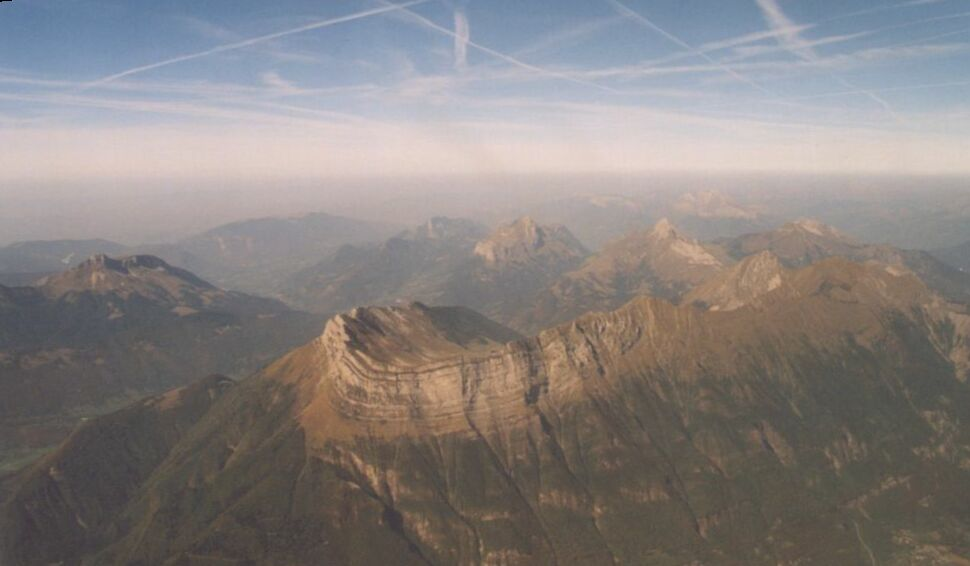
Flygfoto från söder.

Det kalkrika bergsmassivet Bauges ligger på gränsen mellan de franska  departementen Savoie och Haute-Savoie på Alpernas västra sida.
Det sträcker sig mellan Annecysjön i norr; Bourgetsjön i väst; Chaisedalen och Arlydalen i öst; och Isèredalen i söder.
Baugeserna har 14 bergstoppar som är högre än 2 000 meter varav Arcalod är den högsta med sina 2 217 meter.